# Catherine Deutsch
Catherine Deutsch, née en 1978, est une musicologue française.

## Biographie
Catherine Deutsch fait ses études à l'Université Paris-Sorbonne où elle soutient une thèse sur Giovanni de Macque en 2007 en cotuelle avec l'Université de Bologne.
En 2012, elle devient maîtresse de conférence à l'Université Paris-Sorbonne. En 2021, elle devient professeure à l'Université de Lorraine.
Elle est notamment fondatrice du Cercle de Recherche Interdisciplinaire sur les Musiciennes avec Raphaëlle Legrand, Hyacinthe Ravet, Bertrand Porot et Florence Launay.
Elle obtient en 2020 son habilitation à diriger la recherche.

## Recherches
Elle étudie principalement la musique italienne du xvie siècle et du xviie siècle, le madrigal, mais aussi l'histoire des musiciennes et travaille sur la transversalité genre et musicologie.

## Ouvrages
- Catherine Deutsch et Caroline Giron-Panel, Pratiques musicales féminines: discours, normes, représentations, Symétrie, coll. « Collection Symétrie recherche », 2016 (ISBN 978-2-36485-046-0).
- Catherine Deutsch et Isabelle Ragnard, Femmes en musicologies francophones: de Michel Brenet (1858-1918) à Solange Corbin (1903-1973), Éditions Symétrie, 2024 (ISBN 978-2-36485-307-2).

### Traductions
- Susan McClary, Catherine Deutsch et Stéphane Roth, Ouverture féministe: musique, genre, sexualité, Philharmonie de Paris-Cité de la musique, coll. « La rue musicale », 2015 (ISBN 979-10-94642-00-9).